# Leptotrophon kastoroae
Leptotrophon kastoroae is een slakkensoort uit de familie van de Muricidae. De wetenschappelijke naam van de soort is voor het eerst geldig gepubliceerd in 1997 door Houart.